# François Delcorte
François Delcorte is een Belgisch voormalig skiër.

## Levensloop
Delcorte is voormalig Belgisch recordhouder speedskiën. In 1997 haalde hij een snelheid van 215,311 km/u, een record dat 22 jaar standhield tot het in maart 2019 verbeterd werd door Joost Vandendries.